# Motel Lewinson
Motel Natan Lewinson (ur. 5 września 1896 w Lublinie, zm. 13 czerwca 1916 pod Optową) – plutonowy Legionów Polskich, uczestnik I wojny światowej, działacz niepodległościowy, kawaler Orderu Virtuti Militari.

## Życiorys
Urodził się 5 września 1896 w rodzinie Szmula (Samuela) (zm. 1923), powstańca styczniowego, członka Oddziału „Wawra”, Sybiraka, i Rywy (Rebeki) z domu Apatow. Absolwent szkoły realnej. Zawód wykonywany - ślusarz. 10 września 1915 w Lublinie wstąpił do Legionów Polskich. Służył w 2 batalionie 6 pułku piechoty Legionów Polskich, z którym przebył cały szlak bojowy.
„Szczególnie odznaczył się walce pod Optową: ochotniczo wziął udział w patrolu mającym za zadanie rozpoznanie sił nieprzyjacielskich. Podczas walk z oddziałami rosyjskimi w sile baonu, osłaniał odwrót swego plutonu. Ciężko ranny, zmarł wkrótce w punkcie sanitarnym, pochowany na polu bitwy. /.../  Za czyn ten otrzymał Order Virtuti Militari”.
Był kawalerem.

## Ordery i odznaczenia
- Krzyż Srebrny Orderu Wojskowego Virtuti Militari nr 6401 – pośmiertnie, 17 maja 1922[3][4][2][5]
- Krzyż Niepodległości – pośmiertnie, 17 marca 1932 „za pracę w dziele odzyskania niepodległości”[6][2]
- Krzyż Pamiątkowy 6 Pułku Piechoty Legionów Polskich („Krzyż Wytrwałości”)